# Sauris xissa
Sauris xissa là một loài bướm đêm trong họ Geometridae.